# Parafia Najświętszej Maryi Panny Wniebowziętej w Kierznie
Parafia Najświętszej Maryi Panny Wniebowziętej w Kierznie – parafia rzymskokatolicka znajdująca się w diecezji kaliskiej, w dekanacie Kępno.